# Megalichthyidae
Megalichthyidae — вимерла родина тетрапоморфних, яка жила з середнього–пізнього девону до ранньої пермі. Тварини відомі в основному з прісноводних відкладень, переважно в Північній півкулі (Європа, Близький Схід, Північна Африка та Північна Америка), але один рід (Cladarosymblema) відомий з Австралії, а можливий мегаліхтіїд Mahalalepis походить з Антарктиди.

## Морфологічний опис
Megalichthyidae були досить примітивними тетраподоморфами, які зберегли в основному рибоподібний вигляд. Як і у деяких інших примітивних саркоптеригів, їхні тіла були вкриті ромбоподібною лускою, яка мала шар косміну (пориста мінералізована тканина). Однак луски не мали шарнірних з’єднань у вигляді штифтів, які зустрічаються в деяких інших групах.